# الوقائع الأنجلوسكسونية

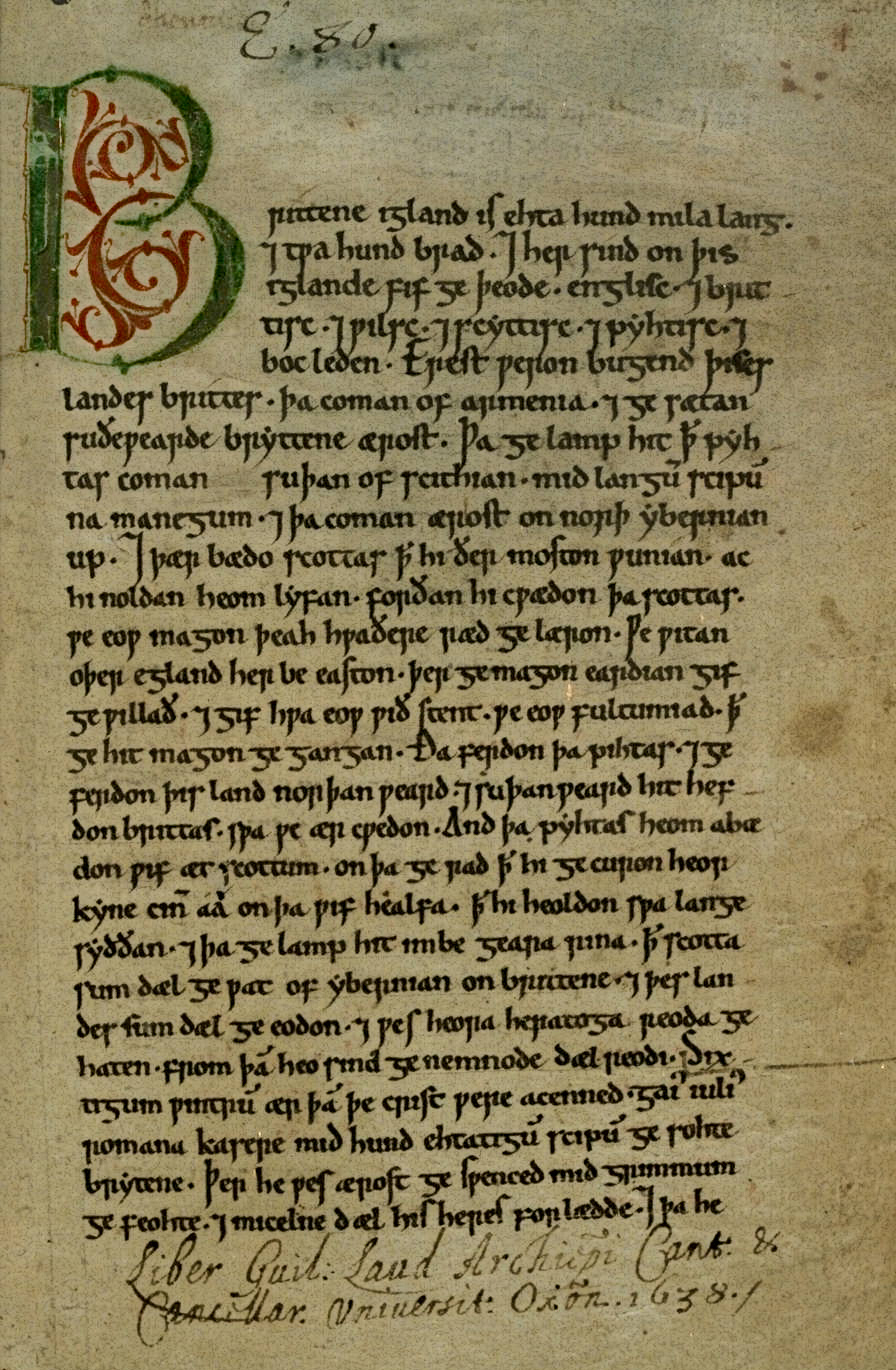
الصفحة الأولى من وقائع بيتربرة (الترجمة الإنجليزية لهذه الصفحة)

الوقائع الأنجلوسكسونية (بالإنجليزية: Anglo-Saxon Chronicle) هي مجموعة من الحوليات المكتوبة باللغة الإنجليزية القديمة، وتحدد تاريخ الجماعة الأنجلوسكسونية. أُنشئت مخطوطة الوقائع الأصلية في وقت متأخر من القرن التاسع، ربما في وسكس، خلال عهد ألفريد العظيم (871-899). صُنعت نسخ متعددة من النسخة الأصلية ثم جرى توزيعها على الأديرة في جميع أنحاء إنجلترا، حيث جرى تحديثها بشكل مستقل. في إحدى الحالات، كان تحديث الوقائع ما يزال جاريًا بنشاط في عام 1154.
تبقّى من المخطوطات تسعة سواء كاملة أو أجزاء منها، وإن لم تكن جميعها ذات قيمة تاريخية متماثلة ولم يكن أي منها النسخة الأصلية. يبدو أن أقدمها كُتبت قرب نهاية عهد ألفريد، بينما كُتب أحدثها في دير بيتربرة عقب اندلاع حريق في ذلك المعبد في عام 1116. تتواجد معظم مواد الوقائع على شكل حوليات تاريخية، ووفقًا للأعوام، يعود تاريخ أقدمها إلى العام 60 قبل الميلاد (تاريخ فتح قيصر لبريطانيا)، وتتبع المواد التاريخية العام حيث كُتبت الوقائع، وحينئذ تبدأ السجلات المعاصرة. تُعرف هذه المخطوطات مجتمعة باسم الوقائع الأنجلوسكسونية.
تنحاز الوقائع في الأماكن. هناك حالات توضح فيها المقارنة مع مصادر القرون الوسطى الأخرى أن مؤلفي تلك الوقائع أغفلوا الأحداث أو سردوا القصص من جانب واحد. هناك أيضًا أماكن تتناقض فيها النسخ المختلفة مع بعضها البعض. مع ذلك، تُعتبر الوقائع أهم مصدر تاريخي منفرد في إنجلترا أثناء الفترة الممتدة بين رحيل الرومان والعقود التي تلت غزو النورمان. معظم المعلومات الواردة في الوثائق غير مسجلة في أماكن أخرى. علاوة على ذلك، تُشكل المخطوطات مصادر هامة لتاريخ اللغة الإنجليزية، ولا سيما نص بيتربرة الذي يُعتبر أحد أقدم الأمثلة على اللغة الإنجليزية الوسطى الموجودة.
توجد سبعة من المخطوطات التسعة المتبقية في المكتبة البريطانية. بينما توجد مخطوطتان في مكتبة بودلي في أكسفورد ومكتبة باركر بكلية كوربوس كريستي في كامبريدج.

## التأليف
جميع المخطوطات الباقية عبارة عن نسخ، لذلك فإن مكان ووقت تأليف النسخة الأصلية من الوقائع غير معروف على وجه التحديد. من المتفق عليه عمومًا أن كُتاب وسكس كتبوا النسخة الأصلية –والمعروفة أحيانًا باسم الحوليات الإنجليزية المبكرة– في أواخر القرن التاسع. جادل فرانك ستينتون مستشهدًا بالأدلة الداخلية أن المخطوطات جرى تجميعها أساسًا لصالح راع علماني، ولكن ليس ملكي، وأنها «صيغت في أحد المقاطعات الجنوبية الغربية... في منطقة ليست ببعيدة عن الحدود الفاصلة بين بين سومرسيت ودورسيت.» عقب تجميع الوقائع الأصلية، جرى إعداد نسخ منها وتوزيعها على مختلف الأديرة. وصُنعت نسخ إضافية لمواصلة توزيعها أو الاستعاضة عن المخطوطات المفقودة، وجرى تحديث بعض النسخ بصورة مستقلة عن بعضها البعض. بعض من هذه النسخ اللاحقة هي ما تبقى في وقتنا هذا.
ألف أحد الكتاب أقدم مخطوطة موجودة، وقائع باركر، حتى عام 891. وضع الكاتب رقم السنة، 892، بالرموز الرومانية، وعلى هامش السطر التالي وضع كُتاب آخرون نصوص مواد تليها. يتضح من ذلك أن تاريخ تأليف الوقائع لا يتجاوز عام 892، ويقدم الأسقف آسير المزيد من الأدلة باستخدامه لنسخة من الوقائع في كتابه الذي ألفه في عام 893 بعنوان حياة الملك ألفريد. من المعروف أن مخطوطة ونشستر إحدى المخطوطتين المحذوفتين على الأقل من الوقائع الأصلية، ونتيجة لذلك، لا يوجد دليل على تجميع الوقائع في ونشستر. يصعب كذلك تحديد تاريخ التأليف، ولكنه يُعتقد عمومًا أن الوقائع جرى تأليفها خلال عهد ألفريد العظيم (871-899)، إذ حاول ألفريد عمدًا إحياء التعلم والثقافة خلال فترة حكمه، وشجع على استخدام اللغة الإنجليزية في الكتابة. قد يكون تأليف الوقائع، وكذلك توزيع النسخ على مراكز التعلم الأخرى، نتيجة للتغييرات التي أدخلها ألفريد أثناء فترة حكمه.

## المخطوطات الباقية

خريطة تُظهر الأماكن التي كُتبت فيها مختلف الوقائع، وأماكن الاحتفاظ بها.

من بين المخطوطات التسعة الباقية، هناك سبع مخطوطات مكتوبة كليًا باللغة الإنجليزية القديمة (المعروفة أيضًا باللغة الأنجلوسكسونية). كُتبت أحد المخطوطات، والتي تُعرف بملخص ثنائية لغة كانتربيري، باللغة الإنجليزية القديمة مع ترجمة كل حولية إلى اللاتينية. وكُتبت مخطوطة أخرى، وقائع بيتربرة، باللغة الإنجليزية القديمة باستثناء الإدخال الأخير الذي كُتب باللغة الإنجليزية الوسطى المبكرة. تُعرف المخطوطة (كوربوس كريستي) باسم وقائع ونشستر أو وقائع باركر (تيمنًا بماثيو باركر، رئيس أساقفة كانتربيري، الذي امتلكها ذات مرة)، وكُتبت باللهجة المرسية حتى عام 1070، ثم اللاتينية إلى عام 1075. طُبعت ست من المخطوطات في نسخة سلسلة رولز الصادرة عام 1861 من تأليف بنيامين ثورب مع إدراج النص ضمن أعمدة معنونة من الألف إلى الواو. أدرج كذلك بقايا قليلة قابلة للقراءة من مخطوطة سابعة محروقة، والتي أشار لها بالحرف ]ز[، دُمرت جزئيًا في حريق في منزل أشبورنهام في عام 1731. كثيرًا ما تُسمى المخطوطتان الإضافيتان [ح] و[ط]. فيما يلي قائمة بالمخطوطات المعروفة الباقية.
| النسخة       | اسم الوقائع               | الموقع                          | المخطوطة                     |
| ------------ | ------------------------- | ------------------------------- | ---------------------------- |
| أ            | وقائع ونشستر (أو باركر)   | مكتبة باركر، كلية كوربوس كريستي | 173                          |
| ب            | وقائع أبينغدون الأولى     | المكتبة البريطانية              | كوتون تيبيريوس أ. 6          |
| ج            | وقائع أبينغدون الثانية    | المكتبة البريطانية              | كوتون تيبيريوس ب. 1          |
| د            | وقائع ورسستر              | المكتبة البريطانية              | كوتون تيبيريوس ب. 4          |
| هـ           | وقائع بيتربرة (أو لود)    | مكتبة بودلي                     | لود. 636                     |
| و            | ملخص ثنائية لغة كانتربيري | المكتبة البريطانية              | كوتون دوميتيان ب. 8          |
| ز أو أ2 أو ث | نسخة عن وقائع ونشستر      | المكتبة البريطانية              | كوتون أوثو ب. 11 وأوثو ب. 10 |
| ح            | القصاصة الكوتونية         | المكتبة البريطانية              | كوتون دوميتيان أ. 9          |
| ط            | وقائع لائحة عيد الفصح     | المكتبة البريطانية              | كوتون كاليغولا أ. 15         |

## الصلة بين المخطوطات

العلاقات التي تربط بين سبع مخطوطات وقائع مختلفة. لا يمكن توثيق الجزء [ح] في الرسم البياني. ترد كذلك نصوص أخرى ذات صلة. يوضح المخطط العلاقة الأصلية المزعومة، بالإضافة إلى علاقات المخطوطات بنسخة مؤلفة في شمال إنجلترا يُعتقد أنها كانت موجودة ولكنها لم تعُد كذلك.

يُعتقد أن جميع المخطوطات مستمدة من المصدر نفسه، إلا أن الروابط بين النصوص أكثر تعقيدًا ويتعدى كونه مجرد إرث بسيط انتقل عبر النسخ. يعطي المخطط الصحيح لمحة عامة عن العلاقات بين المخطوطات. فيما يلي موجز للعلاقات المعروفة.
- كانت المخطوطة [أ2] نسخة من [أ]، وجرى تأليفها في ونشستر، ربما بين عامي 1001 و1013.
- استُخدمت مخطوطة [ب] في تجميع [ج] في أبينغدون، في منتصف القرن 11. مع ذلك، كان بإمكان كاتب الكخطوطة [ج] الوصول إلى نسخة أخرى لم يتبق لها أثر في وقتنا هذا.
- تتضمن مخطوطة [د] موادًا من كتاب التاريخ الكنسي للأمة الإنجليزية من تأليف بيدا بحلول عام 731 ومن مجموعة حوليات نورثمبرية تعود للقرن الثامن الميلادي ويُعتقد أنها نُسخت من نسخة شمالية لم تعُد موجودة.
- تحتوي مخطوطة [هـ] موادًا يبدو أنها استُنبطت من نفس مصدر [د] غير أنها لا تتضمن بعض الإضافات التي لا تظهر إلا في ]د[، كسجل مرسيا. جرى تأليف هذه المخطوطة في دير في بيتربرة، عقب وقت من اندلاع حريق هناك في عام 1116، والذي يُحتمل أنه تسبب بتدمير نسختهم من الوقائع، ويبدو أن مخطوطة [هـ] كُتبت بعد ذلك بوصفها نسخة من نسخة كنت، ربما من كانتربيري.
- يبدو أن مخطوطة [و] تحتوي موادًا من نسخة كانتربيري التي استُخدمت لصياغة مخطوطة [هـ].
- يحتوي كتاب حياة الملك ألفريد لمؤلفه آسير والمكتوب في عام 893 على ترجمة لمدخلات الوقائع من عام 849 إلى 887. قد تكون [أ]، من بين المخطوطات المتبقية، المخطوطة الوحيدة التي تواجدت بحلول عام 893، ولكن هناك مواطن ينحرف فيها آسير عن نص المخطوطة [أ]، وبالتالي يُحتمل أن آسير استخدم صيغة لم تبق موجودة.
- كتب ايثلوارد ترجمة للوقائع، وعُرفت باسم وقائع ايثلوارد، باللغة اللاتينية في أواخر القرن العاشر، وقد يكون مصدر النسخة التي استخدمها من نفس فرع شجرة العلاقات التي تنتمي لها المخطوطة [أ].[11]
- يتفق نص آسير مع المخطوطة [أ] ونص ايثلوارد في بعض المواطن ضد البراهين المجمعة للمخطوطات [ب] و[ج] و[د] و[هـ]، ما يعني ضمنيًا وجود سلف مشترك للمخطوطات الأربع الأخيرة.[12]
- في بوري سانت ادموندز، إبان وقت بين عامي 1120 و1140، كتب مؤلف مجهول وقائع لاتينية عُرفت باسم حوليات سانت نيوتس. يحتوي هذا العمل على مواد من نسخة من الوقائع، ولكنه يصعب تحديد تلك النسخة لأن كاتب الحولية كان انتقائيًا حول استخدامه للمواد. قد يكون نصًا شماليًا منقحًا، أو اشتقاقًا لاتينيًا لذلك التنقيح.[11]

تشترك جميع المخطوطات الموصوفة أعلاه باحتوائها على خطأ في التسلسل الزمني بين عامي 756 و845، ولكن من الجلي أن مؤلف حولية سانت نيوتس استخدم نسخة لم تحتوي على هذا الخطأ والتي يجب أن تكون أقدم من تلك المخطوطات. احتوت نسخة ايثلوارد على خطأ في التسلسل الزمني ولكنها لم تفتقد جملة كاملة من حولية 885، والتي لم تحتو عليها جميع المخطوطات المتبقية. لذلك، لا بد أن الخطأ والجملة المفقودة أُدخلا في خطوات نسخ منفصلة، ما يعني ضمنيًا أن أي من المخطوطات المتبقية أقرب للنسخة الأصلية من النسختين المحذوفتين.

## تاريخ المخطوطات

### وقائع ونشستر

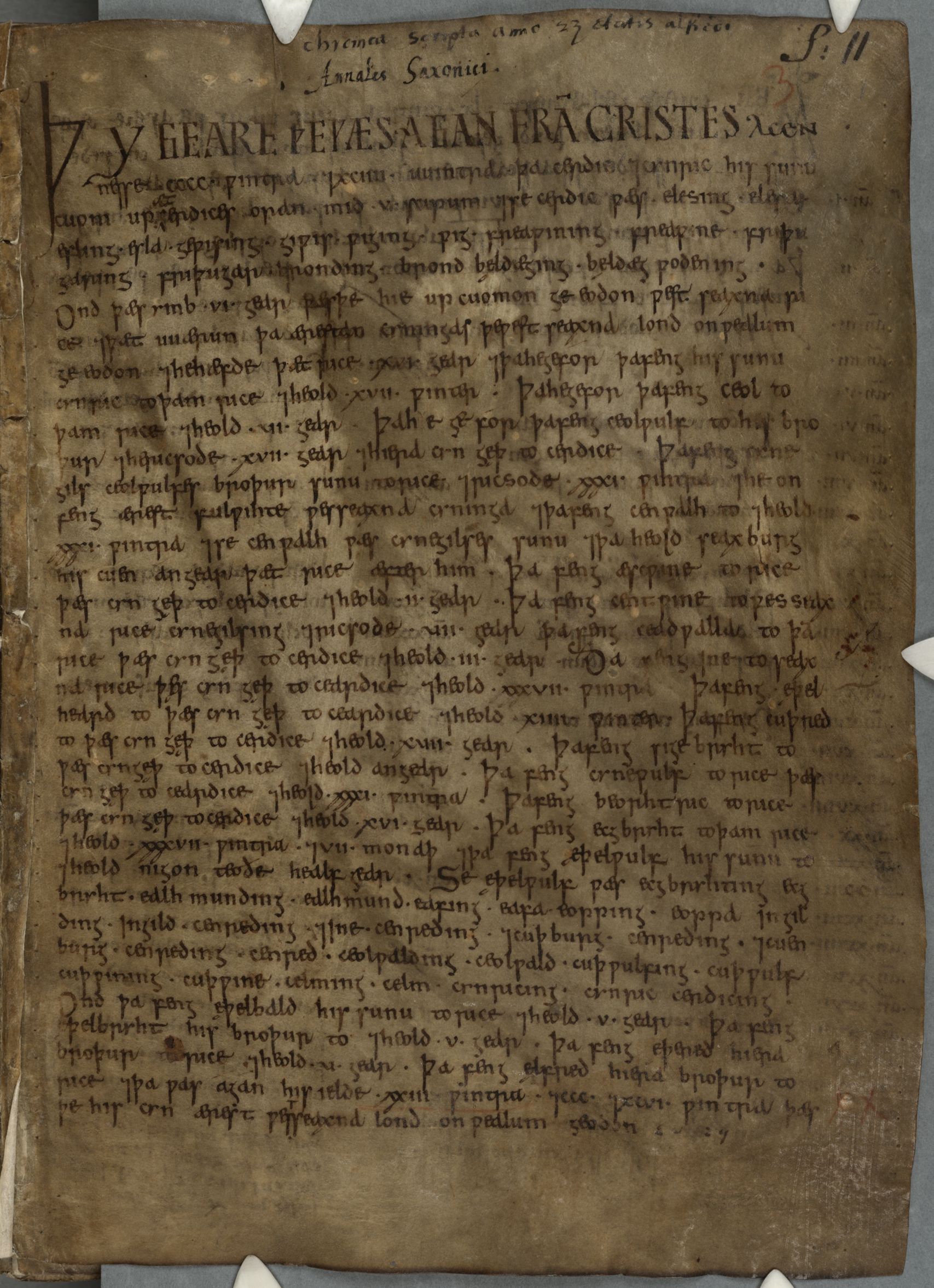
صفحة من وقائع ونشستر (أو باركر)، تظهر فيها مقدمة الأنساب

[أ] وقائع ونشستر (أو باركر) هي أقدم مخطوطة من الوقائع المتبقية. بدأ العمل عليها في أولد مينستر بونشستر، قرب نهاية عهد ألفريد. تبدأ المخطوطة بذكر سلالة ألفريد، وخُصص مدخل الوقائع الأول للعام 60 قبل الميلاد. يتجزأ القسم الذي يحتوي على الوقائع إلى الأجزاء 1-32. خلافًا للمخطوطات الأخرى، تتسم المخطوطة [أ] بأنها تأليف مبكر بما فيه الكفاية لإظهار الإدخالات التي تعود إلى أواخر القرن التاسع والتي أجراها الكُتاب أثناء كتابتها. يعود تاريخ تسليم أول كاتب لمخطوطاته إلى أواخر القرن التاسع أو أوائل القرن العاشر، وتوقف عن كتابة مدخلاته في أواخر عام 891، ألّف بعض الكُتاب المدخلات اللاحقة على فترات تمتد على مدى القرن العاشر. كتب ثامن الكُتاب الحوليات للأعوام 925-955، ومن الجلي أنه كان في ونشستر عندما كتبها إذ أضاف بعض المواد المتعلقة بالأحداث الجارية هناك، واستخدم مصطلح «المدينة» للإشارة إلى ونشستر. أصبحت المخطوطة مستقلة عن المراجع الأخرى بعد الإدخال الذي أُضيف لها في عام 975. نُقل الكتاب الذي ضم أيضًا نسخة من قوانين ألفريد وآين الملزمة بعد إدخال عام 924 إلى كانتربيري في وقت ما في مطلع القرن الحادي عشر، كما يتضح من قائمة الكتب التي أعطاها الأسقف باركر لكوربوس كريستي. في كانتربيري، أُجريت بعض الإضافات على الوقائع، وتطلب ذلك محو بعض البيانات في المخطوطة. يبدو أن الإدخالات الإضافية أُخذت من نسخة المخطوطة التي تشكل مصدر المخطوطة [هـ]. يعود تاريخ آخر إدخال باللغة العامية إلى العام 1070. يأتي بعد ذلك الجزء اللاتيني، أكتا لانفرانشي، والذي يغطي أحداث الكنيسة من عام 1070 إلى عام 1093. تليها قائمة بالبابوات وأساقفة كانتربيري الذين أُرسل الطيلسان لهم. حصل ماثيو باركر، رئيس أساقفة كانتربيري (1559-1575)، على المخطوطة ورئيس كلية كوربوس كريستي بكامبريدج، في أعقاب حل الأديرة وتوريث الكلية عند وفاته. توجد المخطوطة حاليًا في مكتبة باركر.

### وقائع أبينغدون الأولى
[ب] وقائع أبينغدون الأولى التي ألفها أحد الكُتاب في النصف الثاني من القرن العاشر. تغطي الوقائع الأجزاء 1-34. تبدأ بمدخل مخصص للعام 60 قبل الميلاد وتنتهي بمدخل عام 977. تُعد المخطوطة المنفصلة (المكتبة البريطانية، كوتون تيبيريوس) في الأصل مقدمة هذا التاريخ، وتحتوي على الأنساب، كما في المخطوطة [أ]، ولكنها تمتد إلى أواخر القرن العاشر. كانت المخطوطة [ب] في أبينغدون في منتصف القرن الحادي عشر، لأنها استُخدمت في تأليف المخطوطة [ج]. انتقلت المخطوطة إلى كانتربيري عقب ذلك بفترة وجيزة، حيث أُجريت عمليات إدخال وتنقيح عليها. كما هو الحال مع [أ]، تُختتم المخطوطة بقائمة بأسماء البابوات والأساقفة في كانتربيري الذين أُرسل الطيلسان لهم.

### وقائع أبينغدون الثانية

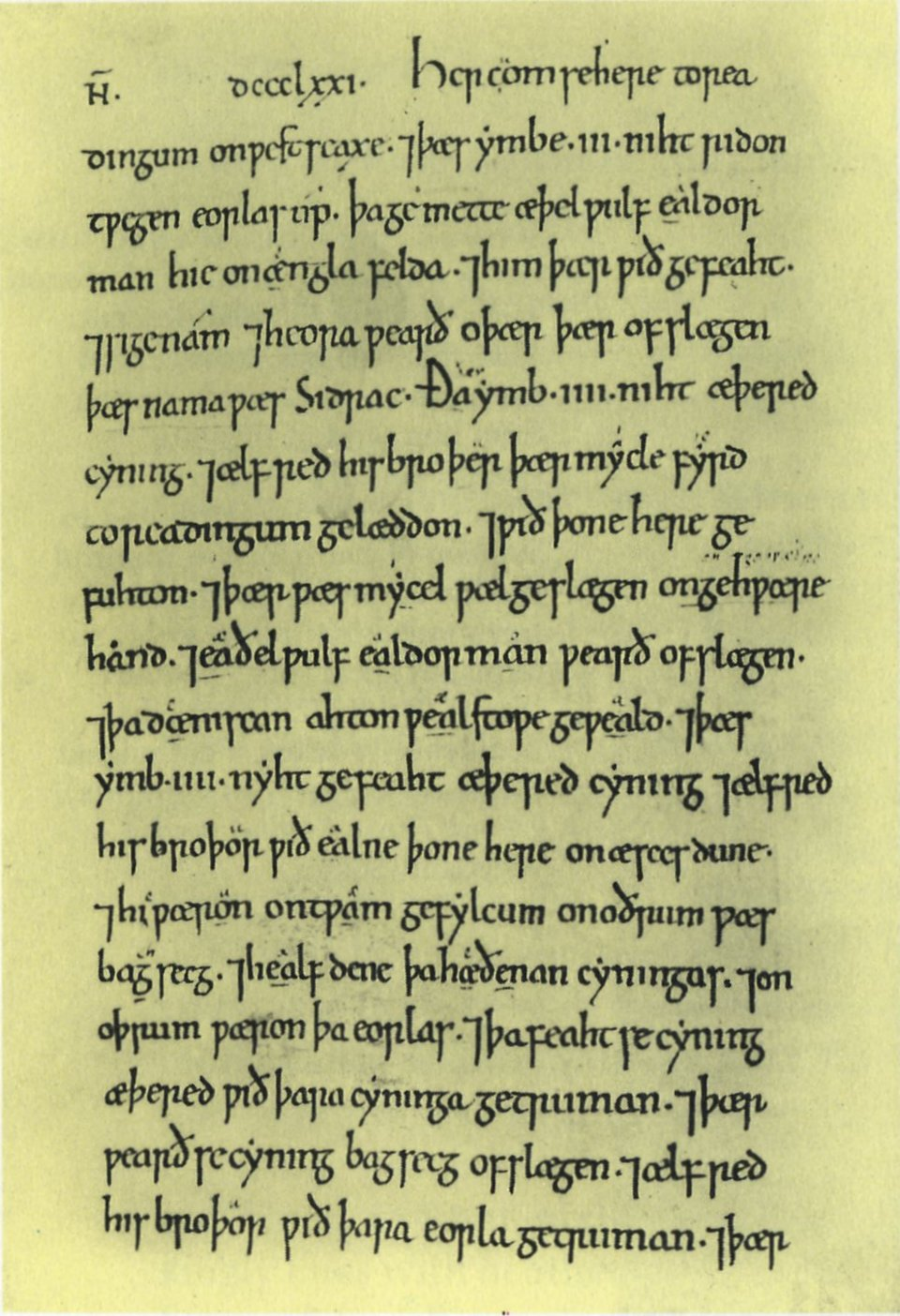
صفحة من وقائع أبينغدون الثانية [ج] الأنجلوسكسونية. هذا المدخل مُخصص للعام 871، عام من الحروب بين وسكس والفايكنغز.

[ج] تتضمن مواد إضافية من الحوليات المحلية في أبينغدون، حيث جرى تأليفها. تسبق ترجمة الملك ألفريد لتاريخ العالم لأوروسيوس بالإنجليزية القديمة القسم الذي يحتوي على الوقائع (الأجزاء 115-64)، يليها قسم مصنف حسب الأشهر وبعض الحكم لقوانين العالم الطبيعي والبشرية. يتبع ذلك نسخة من الوقائع، بدءًا من عام 60 قبل الميلاد، نُسخت نصوص الكاتب الأول حتى تاريخ إدخال عام 490، واقتُبس الكاتب الثاني حتى تاريخ إدخال عام 1048. تتطابق المخطوطتان [ب] و[ج] في الفترة بين عامي 491 و652، وتوضح الاختلافات بعد ذلك أن الكاتب الثاني استخدم أيضًا نسخة أخرى من الوقائع. أدرج هذا الكتاب أيضًا، بعد حولية عام 915، سجل مرسيا، الذي يغطي الأعوام 902-924، ويركز على أثلفليد. تستمر المخطوطة حتى عام 1066 وتُختتم في خضم وصف معركة جسر ستامفورد. أُضيفت بضعة أسطر في القرن الثاني عشر لإكمال السجل.

### وقائع ورسستر
[د] يبدو أن وقائع ورسستر كُتبت في منتصف القرن الحادي عشر. تتضمن بعض السجلات من ورسستر التي يعود تاريخها إلى ما بعد عام 1033، لذلك يُعتقد عمومًا أنه جرى تأليفها هناك. يمكن تحديد خمسة كُتاب مختلفين للمدخلات حتى عام 1054، ويبدو أنه جرى العمل عليها بعد ذلك على فترات. يتضمن النص مواد من كتاب التاريخ الكنسي للأمة الإنجليزية من تأليف بيدا ومن مجموعة حوليات نورثمبرية تعود للقرن الثامن الميلادي. يُعتقد أن رئيس الأساقفة وولفستان ألّف بعض الإدخالات. تحتوي [د] على معلومات أكثر من غيرها من المخطوطات المتعلقة بالشؤون الشمالية والاسكتلندية، وتكهن البعض بأنها كانت نسخة مخصصة للمحكمة الأسكتلندية الإنكليزية. في الفترة من 972 إلى 1016، تولى أوسوالد رئاسة كرسي أسقفية كل من يورك وورسستر من عام 972، وايلدولف من عام 992، وولفستان من عام 1003، وقد يفسر ذلك سبب العثور على النص الشمالي المنقح في ورسستر. بحلول القرن السادس عشر، فُقدت أجزاء من المخطوطة، وأُدرجت ثماني عشرة صفحة تحتوي على إدخالات بديلة من مصادر أخرى، ومن بينها [أ] و[ب] و[ج] و[هـ]. كتب جون جوسلين هذه الصفحات، والذي عمل مساعدًا لماثيو باركر.

### وقائع بيتربرة
[هـ] وقائع بيتربرة: في عام 1116، دمر حريق اندلع في دير بيتربرة معظم المباني. وقد تكون نسخة الوقائع المحفوظة هناك فُقدت في ذلك الوقت أو لاحقًا، ولكن في كلتا الحالتين جرى تأليف نسخة جديدة بعد ذلك بفترة وجيزة، والتي يبدو أنها نُسخت من نسخة كنت -يُرجح أنها كانت من كانتربيري. كتب كاتب واحد المخطوطة دفعة واحدة، وصولاً إلى حولية عام 1121. أضاف الكاتب مواد تتعلق بدير بيتربرة والتي لم تتواجد في النسخ الأخرى. كانت وقائع كانتربري الأصلية ونسختها متماثلتين، ولكنها لم تطابق المخطوطة [د]، إذ لا يظهر سجل مرسيا، ولم تُسجل قصيدة حول معركة برونانبوره في عام 937، والتي تظهر في معظم نسخ الوقائع الأخرى الباقية. واصل نفس الكاتب الحوليات حتى عام 1131، وأُدخلت هذه البيانات على مراحل، وافتُرضت أنها سجلات معاصرة. أخيرًا، كتب كاتب آخر في عام 1154 سردًا للأعوام 1132-1154، بيد أن تأريخه غير موثوق. كُتب الإدخال الأخير باللغة الإنجليزية الوسطى، بدلًا من الإنجليزية القديمة. امتلك ويليام لود، رئيس أساقفة كانتربوري 1633-1645، هذه المخطوطة لحين من الزمن، ولذلك فهي تُعرف أيضًا باسم وقائع لود. تحتوي المخطوطة على حواشي عرضية باللغة اللاتينية، ويُشار لها بـ«القصة الساكسونية لكنيسة بيتربرة» في كتاب أثري من عام 1566. وفقًا لجوسلين، امتلك نويل نسخة من المخطوطة. من بين المالكين السابقين لها ويليام كامدن وويليام ليل؛ ويُحتمل أن ليل نقل المخطوطة إلى لود.

### ملخص ثنائية لغة كانتربيري
[و] ملخص ثنائية لغة كانتربيري: كُتبت نسخة من الوقائع في كنيسة المسيح في كانتربيري نحو عام 1100، ويُرجح أن كاتبها أحد من أدلوا بملاحظات في المخطوطة [أ]. كُتبت هذه النسخة باللغتين الإنجليزية القديمة واللاتينية، ويتبع كل مدخل باللغة الإنكليزية القديمة النسخة اللاتينية. تشبه النسخة التي نسخها الكاتب (في الأجزاء 30-70) مماثلة لتلك التي استخدمها كاتب وقائع بيتربرة في كتابة مخطوطة [هـ]، وعلى الرغم من أنها اختُصرت على ما يبدو. تحتوي المخطوطة على نفس المواد التمهيدية في [د]، وهي أحد الوقائع، إلى جانب [هـ]، التي لا تحتوي على قصيدة معركة برونانبوره. تتضمن المخطوطة العديد من الشروحات والروابط، ألّف الكُتاب الأصليون بعضها بينما ألّف كُتاب لاحقون بعضها الآخر، بما في ذلك روبرت تالبوت.

### نسخة عن وقائع ونشستر
[ز]/ [أ2] نسخة عن وقائع ونشستر: نُسخت المخطوطة [أ2] من [أ] في ونشستر في القرن الحادي عشر وتتبع نسخة من القرن العاشر من ترجمة إنجليزية قديمة لكتاب التاريخ الكنسي للأمة الإنجليزية من تأليف بيدا. كانت الحولية 1001 آخر ما نُسخ، ما يعني أن النسخة لم تُكتب في وقت أبكر من ذلك، وتشير قائمة أسقفية ملحقة بالمخطوطة [أ2] إلى أن النسخة صدرت بحلول عام 1013. دُمرت هذه المخطوطة بالكامل تقريبًا أثناء حريق اندلع في عام 1731 في منزل أشبورنهام، حيث أُقيمت مكتبة كوتون. ومن بين الأوراق الأصلية البالغ عددها 34، ما تزال هناك سبعة أوراق. مع ذلك، أعد لورانس نويل نسخة طبق الأصل، وهو خبير اثريات من القرن السادس عشر، واستخدم أبراهام ويلوك تلك النسخة في نسخة وقائع طُبعت في عام 1643. نظرًا لذلك، تُعرف المخطوطة أحيانًا باسم [ث]. احتوت نسخة نويل على مقدمة الأنساب المستنبطة من المخطوطة [ب]، بدلًا من الجزء الأصلي من هذه الوثيقة. استُمدت التسميات الواردة في المخطوطات [أ] و[أ2] و[ز] من بلومر وسميث وثورب على التوالي.

### القصاصة الكوتونية
[ح] تتألف القصاصة الكوتونية من ورقة واحدة، وتحتوي على حوليات عامي 1113 و1114. في عام 1113، تضمنت عبارة «جاء إلى وينشستر»؛ ولهذا السبب اعتُبر أن المخطوطة كُتبت في ونشستر. ولا يوجد يكفي من هذه المخطوطة للحصول على صلة موثوق بها مع مخطوطات أخرى. أشار كير إلى أن المدخلات قد تكون كُتبت في وقت معاصر.

### وقائع لائحة عيد الفصح
[ط] وقائع لائحة عيد الفصح: قائمة بمدخلات الوقائع ترافق جدولًا بالأعوام، توجد في الأجزاء 133-37 ضمن مخطوطة محروقة تحتوي على ملاحظات مختلفة حول التعويذات وحساب تواريخ خدمات الكنيسة والحوليات المتعلقة بكنيسة المسيح في كانتربيري. تتعلق معظم مداخل الوقائع بكنيسة المسيح في كانتربيري. حتى عام 1109 (وفاة أسقف كانتربيري، انسلم)، كانت جميع الإدخالات باللغة الإنجليزية باستثناء واحد منها كُتبت باللغة اللاتينية. كتب كاتب جزء من المخطوطة [ط] بعد فترة وجيزة من عام 1073، بنفس الحبر الذي كُتبت به مخطوطة كاليغولا. بعد عام 1085، ألّف كُتاب معاصرون الحوليات. يقتصر المدخل الذي ألّفه كاتب الحوليات الأصلي حول الغزو النورماني على الملك إدوارد الراحل، وأُضيف لاحقًا جزء حول قدوم ويليام الفاتح. في مرحلة ما، كانت هذه المخطوطة في دير سانت أوغستين في كانتربيري.

### المخطوطات الضائعة
سُجلت مخطوطتان في فهرس قديم لمكتبة دورهام، وتوصف بأنها وقائع ثنائية اللغة الإنجليزية. بالإضافة إلى ذلك، أدرج باركر مخطوطة تدعى أنجيليا ساكسونيكا في هداياه إلا أن المخطوطة التي تضمنتها، الموجودة حاليًا في مكتبة جامعة كامبريدج، فقدت 52 من أوراقها، بما في ذلك جميع نسخة الوقائع هذه.